# Lauren Herring
Lauren Herring (Greenville, 23 juli 1993) is een tennisspeelster uit de Verenigde Staten. Herring begon met tennis toen zij vijf jaar oud was.

## Loopbaan
In 2010 won Herring het $10.000-toernooi van Amelia Island (Florida) en in datzelfde jaar kreeg zij een wildcard voor het US Open, waar zij samen met Grace Min op het vrouwendubbelspeltoernooi speelde. In 2015 won zij haar tweede titel, in Evansville (Indiana). Vlak voor zij haar tennisloopbaan beëindigde, won Herring nog een ITF-dubbelspeltitel, in Baton Rouge samen met Ellen Perez.

## Privé
Lauren heeft een tweelingbroer die honkbal speelde op de North Carolina State University. Herring behaalde een major in sociologie en psychologie aan de University of Georgia. Op 4 juni 2015 ontving zij All-America honors van de Intercollegiate Tennis Association (ITA), zowel in het enkel- als (samen met Ellen Perez) in het dubbelspel.

## Posities op deWTA-ranglijst
Positie per einde seizoen:
| jaar | rang enkelspel | rang dubbelspel |
| ---- | -------------- | --------------- |
| 2008 | 1079           | 937             |
| 2009 | 936            | 967             |
| 2010 | 808            | 873             |
|      |                |                 |
| 2013 | 962            | –               |
|      |                |                 |
| 2015 | 602            | 814             |
| 2016 | 941            | 455             |

## Palmares

### Gewonnen ITF-toernooien enkelspel
| nr. | finale     | toernooi      | dotatie | ondergrond | tegenstandster in finale | score         |
| --- | ---------- | ------------- | ------- | ---------- | ------------------------ | ------------- |
| 1.  | 2010-10-03 | Amelia Island | $10.000 | gravel     | Catherine Harrison       | 6-2, 6-3      |
| 2.  | 2015-07-26 | Evansville    | $10.000 | hardcourt  | Andie K. Daniell         | 4-6, 6-2, 6-0 |

### Gewonnen ITF-toernooien dubbelspel
| nr. | finale     | toernooi    | dotatie | ondergrond | partner     | tegenstandsters in finale | score    |
| --- | ---------- | ----------- | ------- | ---------- | ----------- | ------------------------- | -------- |
| 1.  | 2016-06-26 | Baton Rouge | $25.000 | hardcourt  | Ellen Perez | Jamie Loeb Ingrid Neel    | 6-3, 6-3 |

## Resultaten grandslamtoernooien
| Legenda | Legenda                          |
| ------- | -------------------------------- |
| g.t.    | geen toernooi gehouden           |
| l.c.    | lagere categorie                 |
| –       | niet deelgenomen                 |
| G       | uitgeschakeld in de groepsfase   |
| 1R      | uitgeschakeld in de eerste ronde |
| 2R      | uitgeschakeld in de tweede ronde |
| 3R      | uitgeschakeld in de derde ronde  |
| 4R      | uitgeschakeld in de vierde ronde |
| KF      | uitgeschakeld in de kwartfinale  |
| HF      | uitgeschakeld in de halve finale |
| F       | de finale verloren               |
| W       | het toernooi gewonnen            |
| w-v     | winst/verlies-balans             |

### Vrouwendubbelspel
| Toernooi        | 2010 |
| --------------- | ---- |
| Australian Open | –    |
| Roland Garros   | –    |
| Wimbledon       | –    |
| US Open         | 1R   |